# Henry Källgren
Henry Källgren (13. marts 1931 - 21. januar 2005) var en svensk fodboldspiller (angriber), der vandt sølv med Sveriges landshold ved VM 1958 på hjemmbane. Han spillede én af svenskernes seks kampe i turneringen, et opgør i det indledende gruppespil mod Wales. I alt nåede han at spille otte landskampe og score otte mål.
På klubplan repræsenterede Källgren IFK Norrköping, og vandt tre svenske mesterskaber med klubben. I 1958 blev han desuden Allsvenskans topscorer. Han skiftede i slutningen af sin karriere til Norrby IF i Borås.

## Titler
Allsvenskan
- 1952, 1956 og 1957 med IFK Norrköping